# ほほにキスして
「ほほにキスして」は、日本の女性歌手・水越けいこの楽曲。1979年7月1日に3作目のシングルとしてポリドールから発売された。楽曲は伊藤薫により作詞、作曲されている。
楽曲は酒井法子、さんみゅ〜によりカバーされている。本稿では、カバー曲などについても併せてここで扱う。
カップリング曲として収録されている「心のとびら」は、水越が歌のお姉さんとして出演していたTBS系『8時の空』のテーマソングとして使用されていた。

## シングル収録曲
| #  | タイトル           | 作詞     | 作曲     | 編曲   |
| -- | ------------------ | -------- | -------- | ------ |
| 1. | 「ほほにキスして」 | 伊藤薫   | 伊藤薫   | 佐藤準 |
| 2. | 「心のとびら」     | 呉田軽穂 | 呉田軽穂 | 川上了 |

## カバー

### 酒井法子によるカバー
日本のアイドル歌手・酒井法子の13作目のシングル「幸福なんてほしくないわ」に、カップリングとして本楽曲のカバーが収録されている。同シングルは1990年2月21日にビクター音楽産業より発売された。

### さんみゅ〜によるカバー
日本の女性アイドルグループ・さんみゅ〜は本楽曲をカバーしている。このカバー曲は、グループの2作目のシングルとして2013年4月24日にポニーキャニオンから発売された。前シングル「くちびるNetwork」に続き、カバー曲がシングルとして発売されることとなった。
楽曲は、TBSテレビ『エン活!』4〜6月度オープニングテーマとして使用された。
楽曲のシングル盤は初回盤A、初回盤B、通常盤の3種類がリリースされた。初回盤A、初回盤BにはDVDが付属しており、それぞれ収録されている内容が異なる。
メンバーの中山冴恵は、シングル盤発売前の2013年4月11日にグループを脱退したが、本楽曲及びカップリングとして収められている楽曲には参加している。

#### シングル収録曲

##### 初回盤A
| #  | タイトル                                   | 作詞     | 作曲     | 編曲       | 時間 |
| -- | ------------------------------------------ | -------- | -------- | ---------- | ---- |
| 1. | 「ほほにキスして」                         | 伊藤薫   | 伊藤薫   | 清水信之   | 3:12 |
| 2. | 「Thank you for the Music」                | 大内正徳 | 今井昌規 | 木之下慶行 | 4:16 |
| 3. | 「ほほにキスして (Instrumental)」          |          |          |            |      |
| 4. | 「Thank you for the Music (Instrumental)」 |          |          |            |      |

| #  | タイトル                                           | 作詞 | 作曲・編曲 |
| -- | -------------------------------------------------- | ---- | ---------- |
| 1. | 「ほほにキスして Music Video」                     |      |            |
| 2. | 「ほほにキスして Music Video（Dance Version）」    |      |            |
| 3. | 「ほほにキスして Music Video（Close Up Version）」 |      |            |
| 4. | 「ほほにキスして Music Video Making」              |      |            |

##### 初回盤B
| #  | タイトル                          | 作詞     | 作曲         | 編曲     | 時間 |
| -- | --------------------------------- | -------- | ------------ | -------- | ---- |
| 1. | 「ほほにキスして」                |          |              |          |      |
| 2. | 「自転車通学」                    | 大内正徳 | 井上トモノリ | 中野定博 | 4:34 |
| 3. | 「ほほにキスして (Instrumental)」 |          |              |          |      |
| 4. | 「自転車通学 (Instrumental)」     |          |              |          |      |

| #  | タイトル                          | 作詞 | 作曲・編曲 |
| -- | --------------------------------- | ---- | ---------- |
| 1. | 「Document of さんみゅ〜 Vol.03」 |      |            |

##### 通常盤
| #  | タイトル                          | 作詞     | 作曲       | 編曲       | 時間 |
| -- | --------------------------------- | -------- | ---------- | ---------- | ---- |
| 1. | 「ほほにキスして」                |          |            |            |      |
| 2. | 「みんなの太陽」                  | 大内正徳 | 木之下慶行 | 木之下慶行 | 3:47 |
| 3. | 「ほほにキスして (Instrumental)」 |          |            |            |      |
| 4. | 「みんなの太陽 (Instrumental)」   |          |            |            |      |